# Mühle Rosau

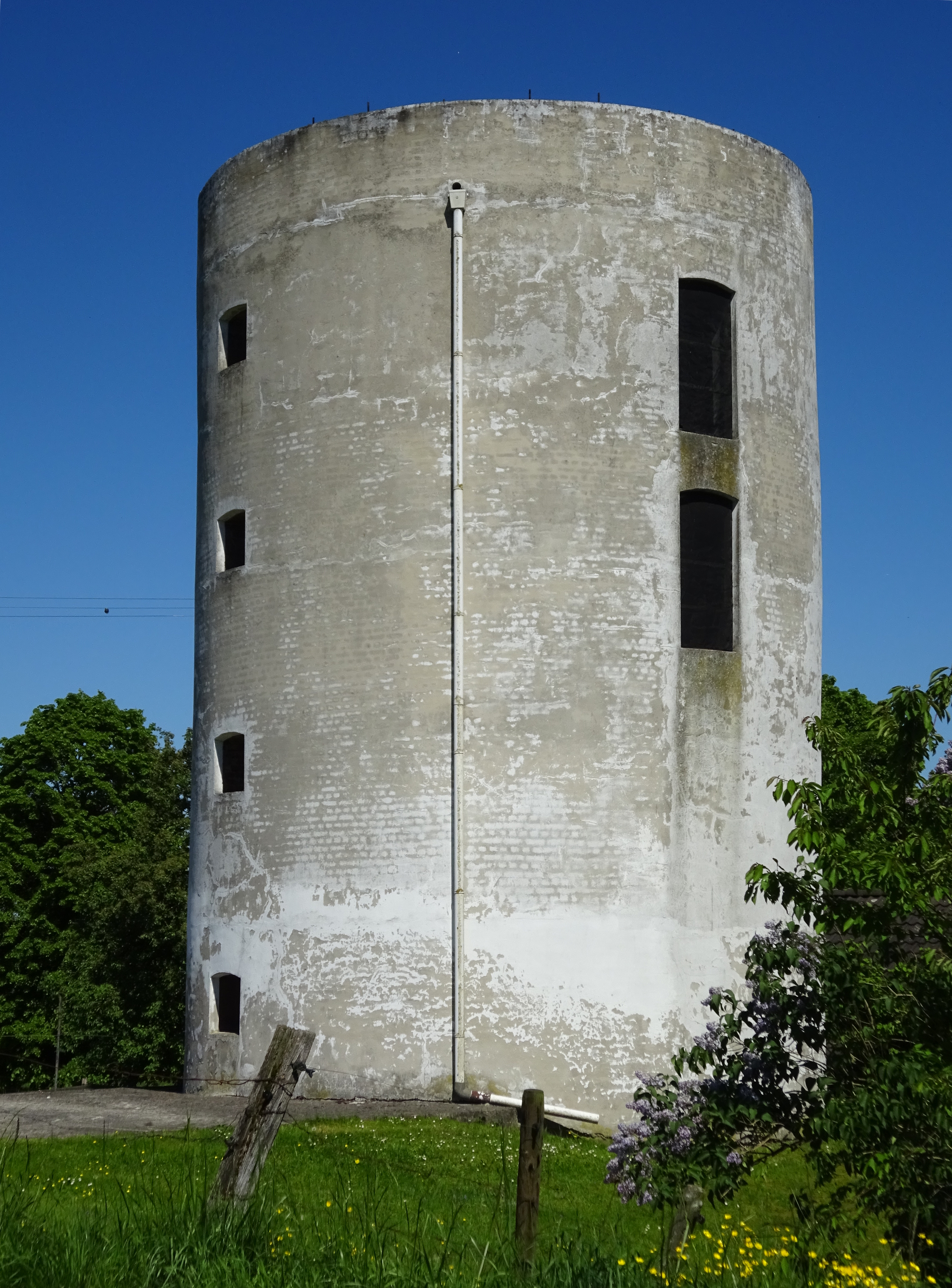
Mühle/Wehrturm Rosau, 2018

Die ehemalige Mühle Rosau (zuvor auch Rosenau) liegt in der niederrheinischen Stadt Rees, nördlich des Ortsteils Esserden bzw. südlich von Bienen.
In früherer Zeit diente der Turm als Wehrturm und ist für etwa 100 Jahre Amtssitz des Drosten der Grafen von Kleve. Später, bis zum 18. Jahrhundert fungiert der Turm als Windmühle. Heute ist der Turm eine Ruine. Dachhaube und Flügel fehlen. Von der Burganlage ist nur wenig erhalten. Das Gebäude ist in die Boden- und Baudenkmalliste aufgenommen worden.

## Geografie
Der Mühlenturm liegt am Banndeich des Rheins, direkt am heutigen Naturschutzgebiet des Bienener Altrheins. In der Umgebung befinden sich weitere mittelalterliche Gebäude und Adelssitze: das Schloss Hueth 2 km nördlich, das Haus Empel 3 km nordöstlich, Haus Offenburg 3 km nordwestlich und Haus Aspel 6 km östlich.
Die heutige Adresse des Baudenkmals Mühle Rosau lautet: Zur Rosau 30, Rees.

## Geschichte
In der zweiten Hälfte des 14. Jahrhunderts wurde die Burg Rosau von den Klever Grafen als Amtssitz am Rhein zwischen Rees und Emmerich errichtet. Der Turm war ursprünglich als Wehrturm gedacht. Zugang erlangte man mit Hilfe einer Strick- oder Holzleiter durch eine erhöhte Tür. Neben dem Rundturm auf einem ca. 55 m breiten Plateau bestand die Burg anfangs aus weiteren Gebäuden und Wassergräben.
Im Jahr 1384 wird ein Amtmann Hermann Weidegans genannt, der die Ämter Emmerich und Hetter (im 19. Jahrhundert wird das ehemalige Amt Hetter dann Amt Vrasselt genannt) verwaltet. Wegen der ungünstigen Lage direkt am Rhein (Überschwemmungen) wurde der Amtssitz von Herzog Johann von Kleve 1482 aufgegeben und nach Schloss Isselburg (ab 1502 Verwaltungssitz) verlegt.
Die Burg/Mühle wechselte mehrfach seinen Besitzer. Im 19. und 20. Jahrhundert gehörte die Mühle Rosau wie das Schloss Hueth zum Dorf Bienen im Amt Vrasselt. Sie wurde bis ca. 1850 als Windmühle genutzt. Im Zweiten Weltkrieg wurde sie zerstört und nicht wieder aufgebaut. Heute ist von der ehemaligen Burg Rosau nur der Turm übrig geblieben.

## Gebäude
Das Gebäude der Windmühle steht allein und ist viergeschossig. Es ist in eine bäuerliche Hofanlage eingegliedert. Der Turm ist aus Ziegelsteinen errichtet und weiß gekälkt. Er ist gradlinig und zylindrisch und erhebt sich über ein breiteres Sockelgeschoss über den Rheindeich. Zerstört sind Dachhaube, Flügelkreuz, Steert und Wall. Das Gebäude steht leer, Getriebe und Mahlgang sind nicht mehr vorhanden. An der Außenwand finden sich mehrere Mahlsteine.